# Милетич, Николя
Николя́ Миле́тич (фр. Nicolas Miletitch) — французский журналист и режиссёр-документалист. Главный редактор агентства «Франс Пресс» с 2006 по июнь 2009 года.

## Биография
Милетич начал работать в агентстве «Франс Пресс» в 1977 году. В 1978—1981 годах он работал корреспондентом в Москве, откуда он был выслан из-за связей с диссидентами. Позже он возглавлял офисы агентства в Белграде (1988—1994) и в Москве (1994—2001). В 2003 году Милетич стал главным редактором в Европе и Африке, а в 2006 году стал главным редактором всего агентства.
В 1998 году в своей книге «Trafics et crimes dans les Balkans» Милетич опубликовал свои исследования организованной преступности на Балканах.
В 2008 году вместе с Жаном Крепю сделал документальный фильм «L'Histoire Secrète de l'Archipel du Goulag». В фильме освещены события, связанные с созданием и публикацией книги «Архипелаг ГУЛАГ» Александра Солженицына.

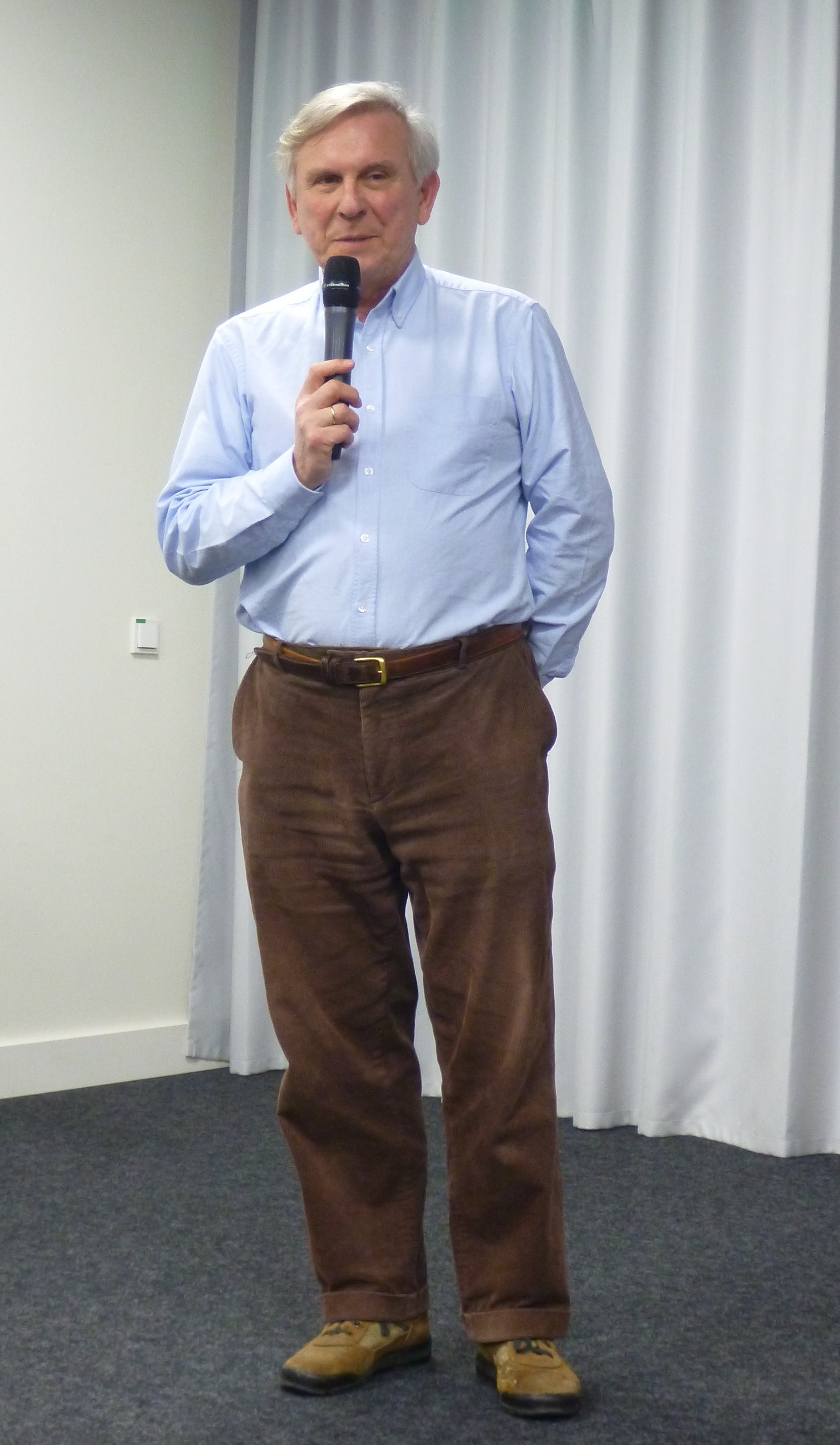
Николя Милетич в Ельцин-центре на презентации фильма о диссидентах «За успех нашего безнадежного дела», 9 марта 2020 года

Автор воспоминаний о историке и литературоведе Вадиме Борисове.